# Audio Lessonover?
Audio Lessonover? is een album van Delirious? dat in 2001 uitkwam. Het is de Britse versie van het album Touch dat meer dan een jaar later uitkwam in Amerika.

## Nummers
1. Waiting For The Summer - 3:25
2. Take Me Away - 3:24
3. Love Is The Compass - 3:32
4. Alien - 4:21
5. Angel In Disguse - 4:32
6. Rollercoaster - 3:46
7. Fire - 3:35
8. There Is An Angel - 5:15
9. Bicycle Gasoline - 4:55
10. A Little Love - 4:10
11. Show Me Heaven - 3:23
12. America - 3:29
13. Stealing Time - 7:55